# Poncey-lès-Athée
Poncey-lès-Athée település Franciaországban, Côte-d’Or megyében. Lakosainak száma 574 fő (2022. január 1.). Poncey-lès-Athée Lamarche-sur-Saône, Magny-Montarlot, Athée, Auxonne és Flammerans községekkel határos.

## Népesség
A település népességének változása:
| Lakosok száma | 370  | 365  | 380  | 498  | 591  | 592  | 581  | 571  | 568  | 574  |
|               | 1968 | 1982 | 1990 | 2006 | 2013 | 2015 | 2017 | 2019 | 2020 | 2022 |